# 二炭酸ジ-tert-ブチル
二炭酸ジ-tert-ブチル（にたんさんジ-tert-ブチル、di-tert-butyl dicarbonate）は、有機化学で広く使われる試薬である。tert-ブトキシカルボニル（Boc）基から誘導される酸無水物とみなすことができるため、Boc無水物とも呼ばれる。この試薬はアミンとの反応で、N-tert-ブトキシカルボニルアミン（Bocカルバメート）を与える。これらの誘導体はアミンのようには振る舞わない。また、Boc基は後に酸を使ってアミンから取り外すことができる。したがって、Boc基は保護基として使われる（例：ペプチド固相合成法）。
Boc基はほとんどの塩基と求核剤に対して安定である。

## アミンの保護と脱保護
炭酸水素ナトリウムのような塩基の存在下で二炭酸ジ-tert-ブチルを使うと水溶液中でアミンのBoc化を行うことができる（ショッテン・バウマン条件）。また、アミンの保護はDMAP存在下、アセトニトリル溶液でも行うことができる。
Bocのアミノ酸からの除去はトリフルオロ酢酸とジクロロメタンの混合溶媒、もしくは塩化水素のメタノール溶液のような強酸で行う。

## 他の用途
2-ピペリドンからの6-アセチル-1,2,3,4-テトラヒドロピリジンの合成は二炭酸ジ-tert-ブチルを用いたBoc保護を経ることによって達成された。最初の反応では、アセトニトリル中、二炭酸ジ-tert-ブチルとDMAPを用いて第二級アミンをBocカルバメートとする。

## 合成
二炭酸ジ-tert-ブチルは、tert-ブチルアルコール、二酸化炭素、ホスゲンからDABCOを使って合成される。